# Roșia Montană Gold Corporation
Roșia Montană Gold Corporation S.A. (RMGC) este o companie creată cu scopul de a dezvolta un proiect de exploatare auriferă la Roșia Montană, județul Alba, România, localitate în care își are sediul. Compania a fost înființată în anul 1997, în urma unor fuziuni succesive și prin asociere cu compania minieră de stat Minvest SA Deva. Acționarii RMGC sunt Gabriel Resources cu 80,69% din totalul acțiunilor și compania minieră de stat Minvest Deva cu 19,31% din capital. Licența de concesionare a fost primită în 1997 și a fost acordată pentru 20 de ani.
Studiile geologice și de explorare efectuate în zona Roșia Montană, în Munții Apuseni, evidențiază existența unor resurse de 314 tone de aur și de 1.480 tone de argint, motiv pentru care s-a afirmat că aici se află cel mai mare zăcământ auro-argintifer din Uniunea Europeană.
Proiectul este contestat de numeroase organizații non-guvernamentale dar și instituții științifice și politice, care arată că procedeele prin care RMGC dorește să exploateze zăcămintele de la Roșia Montană sunt de natură să distrugă situri istorice importante (între care un sit arheologic de interes național propus pentru includere în Patrimoniul Mondial UNESCO, precum și câteva zeci de monumente istorice și situri arheologice de interes local) și să provoace deteriorarea gravă și ireversibilă a mediului înconjurător, inclusiv a două arii protejate. În schimb, unii localnici speră că dezvoltarea proiectului va revitaliza economia zonei afectată grav de anii comunismului prin naționalizarea exploatării miniere, iar compania a derulat proiecte de relocare a circa 2000 de localnici, și campanii media agresive, angajându-se în același timp că va conserva monumentele istorice.

## Istoricul RMGC

### Organizarea inițială la nivelul companiei canadiene Gabriel Resources
La data de 4 septembrie 1995 a fost semnat un contract de cooperare între Regia Autonomă a Cuprului Deva (actuala Companie Națională a Cuprului, Aurului și Fierului „Minvest" - S.A. , Minvest in continuare) și Gabriel - pe atunci Starx Resources Ltd. (?) - pentru explorări în iazul de decantare de lângă Gura Roșiei.
Pe 28 mai 1996, compania Starx Resources Ltd., reactivată, încorporează compania Gabriel Resources Limited („Gabriel Jersey") ; compania părinte, Starx Resources Ltd., a fost rebotezată „Gabriel Resources Ltd." („Gabriel") - simbol GBU pe bursa din Vancouver; președinte al Gabriel este Vasile Frank Timiș.
Pe 17 dec. 1996, Gabriel intră într-o înțelegere cu Gabriel Jersey. La adunarea generală extraordinară din 27 martie 1997, Gabriel a obținut acordul acționarilor pentru achiziționarea tuturor acțiunilor lui Gabriel Jersey.
Pe 11 aprilie 1997, Gabriel a scos 15.000.000 acțiuni pentru achiziționarea tuturor acțiunilor lui Gabriel Jersey. Ca rezultat, acționarii lui Gabriel Jersey care și-au vândut acțiunile au devenit acționarii majoritari ai lui Gabriel. Aceasta tranzacție, prin care controlul companiei părinte (Gabriel) trece la acționarii subsidiarei (Gabriel Jersey) este contabilizată ca o preluare inversă (reverse takeover).
Pe 7 iunie 1997, Gabriel a intrat, prin subsidiara Gabriel Jersey, într-un Contract de încorporare și Articol de Asociere cu Regia Autonomă a Cuprului Deva („Regia Deva") și trei acționari minoritari: CARTEL BAU - S.A., FORICON - S.A., COMAT TRADING - S.A., care au dus la formarea companiei mixte Euro Gold Resources S.A. („Euro Gold") (actuala Rosia Montana Gold Corporation - RMGC); proprietățile incluse în înțelegerea „Romanian Properties" sunt Roșia Montana și Bucium. Gabriel a contribuit cu US$ 357.000 pentru capitalizarea inițială a lui Euro Gold. În ACTUL ADITIONAL Nr. 3/1998 al Euro Gold , se scrie: „ Regia se obligă, conform Legii Minelor, să obțină licențele de explorare și exploatare pentru perimetrele care fac obiectul acestei societăți. Regia se obligă să transfere societății aceste licențe de explorare, dezvoltare și exploatare în termen de 7 zile lucrătoare de la obținerea lor" (Mon. Of. Partea a IV-a, Nr. 3290/1998).

### Constituirea companiei românești împreună cu Minvest Deva
Proiectul se desfășoară în baza unui contract secret între statul roman și RMGC. El a fost facut public de către comunitatea de jurnalisti Rise Project în 31 august 2013.
Primul contract prin care statul român a cooptat un partener strain pentru exploatarea de la Roșia a fost încheiat în 4 septembrie 1995, în lipsa unui anunț public de căutare a unor parteneri, anunț ce a fost făcut abia a doua zi. Licenta de exploatare a fost acordată de către autoritățile române în 1999 fără licitație companiei de stat Minvest, după care, în urma constituirii RMGC, licența a fost transferată acestei companii la care Minvest deținea circa 20% din acțiuni.
În 2000, au început cercetări arheologice ample în principalele situri din zonă, în scopul descărcării arheologice pe care Ministerul Culturii o considera la acea vreme posibilă și suficientă pentru conservarea patrimoniului, cu participarea echipelor de specialiști de la Muzeul Național al Unirii Alba Iulia și de la Centrul de Proiectare pentru Patrimoniul Cultural Național pentru evaluarea potențialului arheologic și arhitectural al Roșiei Montane. Conform obligațiilor sale legale, RMGC a asigurat finanțarea lucrărilor.
În perioada iunie 2002–mai 2004 și octombrie 2006–februarie 2008, RMGC a achiziționat proprietăți în zona proiectului, pe baza unui Plan de acțiune pentru strămutare și relocare. Acest proiect a fost dur criticat într-un raport final al Academiei de Studii Economice din 2003, care arăta că relocarea a 900 de familii (2000 de persoane) duce la distrugerea comunităților existente. Întrucât relocarea forțată este ilegală, RMGC a demarat un proiect pentru o acțiune de relocare benevolă.
În mai 2006 RMGC a depus la Ministerul Mediului Raportul la Studiul de Impact asupra Mediului, la care a lucrat o echipă de experți din mai multe țări, iar între iulie–august 2006 au loc 16 consultări publice (14 în România și 2 în Ungaria) pentru EIM, pentru a prezenta publicului proiectul minier și a răspunde la întrebările oamenilor; în urma etapei de informare și consultare publică au rezultat 5600 de întrebări care au fost transmise către RMGC de către Ministerul Mediului în ianuarie 2007.
În iulie 2007 RMGC a început să construiască un cartier în Alba Iulia cu scopul de a muta cele 2000 de persoane care ar fi acceptat relocarea. Cartierul se numește Recea și în mai 2009 s-au mutat acolo 110 de familii de roșieni și alte 15 din Abrud.
În aprilie 2011, proiectul nu obținuse autorizație de mediu pentru desfășurare. În urma cererii de autorizație de mediu, începând cu septembrie 2010 este în desfășurare o analiză a impactului asupra mediului, efectuată de ministerul local al mediului.

## Atitudinile față de proiectul Roșia Montană

### Atitudinea unor organizații non-guvernamentale
Proiectul de exploatare la suprafață este propus pentru o perioadă de aproximativ 25 de ani (2 ani etapa de construcție, 16 ani etapa de exploatare, aproximativ 7 ani etapa de închidere și reabilitare). Dacă se aprobă proiectul, atunci zăcământul de aur și argint, care în trecut (vechimea exploatărilor atestate în zonă fiind de circa 2000 de ani) fusese scos la suprafață prin galerii, urmează să fie extras în cel mult 16 ani.
Proiectul este susținut de asociații non-guvernamentale, companii și instituții ale statului, grupate în Grupul de Susținere a Proiectului Roșia Montană. Proiectul este combătut de mai multe asociații non-guvernamentale grupate sub numele "România fără cianuri", de Academia Română prin Declarația Academiei Române în legătură cu proiectul de exploatare minieră de la Roșia Montană, Academia de Studii Economice București, în urma unor analize științifice date publicității.

### Atitudinea unor instituții politice, culturale și științifice
Aspecte economice:
- Veniturile estimate de companie că vor fi încasate de bugetul de stat sub forma impozitului pe profit, dividende, impozit pe dividende  etc. nu au la bază o fundamentare reală. Pe ultimii 5 ani calendaristici compania a înregistrat pierderi imense, ce pot fi acoperite din eventuale profituri viitoare - conform reglementarilor din Codul fiscal - astfel că, în prima etapă statul român nu va încasa impozit pe profit, dividende sau impozit pe dividende.
- Redevența de numai 4% este nesemnificativă în raport cu daunele provocate populației din zonă  și  mediului înconjurator ca urmare a exploatării aurului la suprafață, prin dislocarea și cianurarea minereului;
- Locurile de munca estimate de companie (la circa 3.000 salariați) nu pot fi justificate, tehnologia aplicată fiind specifică activităților industriale, respectiv mecanizată în mare parte și parțial automatizată, în special operațiile de cianurare a sterilului, electroliza și turnarea metalelor prețioase în lingouri;
- Cheltuieli suplimentare și nejustificate economic ale statului român prin exproprierea forțată și nejustificată a unor proprietăți private în favoarea unei companii tot private, generate de nenumărate procese privind încălcarea dreptului de proprietate.

Alte aspecte de natura economică, ecologică, istorică, umană și culturală rezultate din analiza proiectului minier și care scot în evidență dezavantajele statului român în acest proiect, precum și efectele pe termen lung de natură ecologică, istorică, socială   și culturală sunt prezentate mai jos în urma analizelor științifice, facute public de către Academia Română și Academia de Studii Economice din București.
Academia Româna se opune categoric proiectului minier de la Roșia Montană, argumentele fiind prezentate într-o declarație a Academiei.

#### Raportul Comisiei prezidențiale
O comisie prezidențială constituită în 2008 critică dur proiectul Roșia Montană, pe argumente istorice, economice, sociale și culturale în raportul intitulat „Patrimoniul construit și natural al României în pericol”, considerând că demararea lui ar atrage după sine:
- distrugerea în totalitate a patrimoniului arheologic și istoric, reprezentând argumente fundamentale ale istoriei și identității naționale;
- anularea mărturiilor diversității culturale și a dreptului la memorie;
- o gravă atingere, pe termen lung, adusă mediului natural, precum și pericolul unei catastrofe ecologice de proporții;
- distrugerea coeziunii sociale;
- anularea perspectivelor de ecologizare a zonei, într-un viitor previzibil și a dezvoltării durabile a acesteia;
- distrugerea ireversibilă a unui peisaj cultural de prim ordin pentru România și pentru patrimoniul cultural și natural european.

## Aspecte tehnice

### Evaluarea beneficiilor financiare

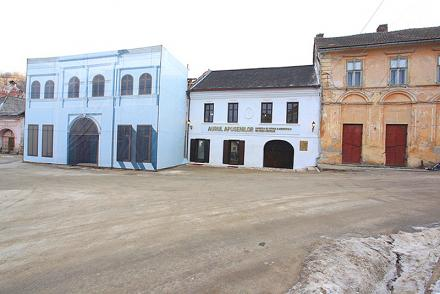
Roșia Montană: Centrul istoric

Beneficiile financiare ale proiectului, calculate pe baza contractului secret expus de Rise Project, vor fi următoarele:
- Profit net obtinut din exploatarea aurului: 14 miliarde $, care se împart intre statul roman (CN Mininvest / Ministerul Economiei) și Gabriel Resources Ltd. (Jersey off-shore), astfel:
- Profit care revine statului român: 3,2 miliarde $
- Profit care revine Gabriel Resources: 10,8 miliarde $
- Contracte de împrumut: Gabriel Resources împrumută Mininvest SA și RMGC cu 38,6 respectiv 500 milioane $

Conform estimărilor realizate de chiar RMGC în planul său de afaceri, statul român ar obține 1,8 miliarde de dolari drept cotă-parte din dividendele obținute de statul român pentru profitul estimat și repartizat către Minvest Deva, care deține 19,3% din acțiunile companiei RMGC, plus redevențele plătite de RMGC - conform contractului, precum și alte taxe și impozite reprezentând obligații legale de plată catre bugetul statului, local și național;
Alte 2,4 miliarde USD, bani intrați în economia locală, conform estimărilor companiei de consultanță în dezvoltare Oxford Policy Management, sub formă de cheltuieli cu forța de muncă necesară derulării proiectului, diverse construcții, consumuri de energie electrică, materiale, transport, reactivi, piese de schimb și altele. Această companie estima că proiectul ar avea o contribuție potențială la PIBul României de 19 miliarde de dolari, prin prisma efectului de multiplicare generat de proiect pe întreaga sa durată de viață.

### Procesul de extracție a aurului și argintului
Proiectul se va întinde pe o suprafață de 12 km² și prevede dezvoltarea a patru cariere (Cetate, Cârnic, Jig și Orlea), urmând a fi extrase 314 tone de aur și 1480 tone de argint.
În cadrul Proiectului Roșia Montană vor fi amenajate 4 cariere: Cetate, Cârnic, Jig și Orlea. Zona propusă pentru dezvoltarea acestor cariere a fost exploatată și în trecut, fie la suprafață, fie în subteran, fie în ambele variante.
Cele 4 cariere vor fi exploatate în două etape: Cetate și Cârnic în primii 9 ani, iar după anul 9 se vor deschide carierele Orlea și Jig și va continua exploatarea în cariera Cetate. Exploatarea minereului din cariere se va face până în anul 14.
Închiderea carierelor și haldelor de steril se va face progresiv, halda Cetate începând cu anul 5, halda și cariera Cârnic din anul 9, carierele Orlea și Jig în anii 12-14.

#### Procesul tehnologic
Pentru a ajunge la minereul util se vor efectua pușcări, folosind o tehnologie specială pentru fiecare zonă cu scopul de a reduce impactul asupra zonelor locuite și/sau a celor protejate. Minereul se va transporta din cariere către Uzina de Procesare sau pentru depozitare finală în halde de steril. În uzină minereul va fi concasat (sfărâmat) și apoi măcinat. Praful de minereu obținut este introdus în rezervoare (tancuri) închise, împreună cu o soluție de cianură de sodiu (CN). În această etapă, cianura dizolvă aurul și argintul din minereu și le fixează în porii cărbunelui care plutește în soluția din tancurile de leșiere. Cărbunele este recuperat, iar nămolul de aur și argint este extras din pori cu o soluție de acid clorhidric, prin electroliză. Aliajul dóre care conține un amestec de aur și argint este turnat în lingouri într-un cuptor electric. Cianura de sodiu este neutralizată, înainte de a părăsi uzina, printr-un procedeu de oxidare. În urma procesului, concentrația de cianură se reduce la 5–7 mg/l, sub limita maximă impusă de legislația din România și de cea din Uniunea Europeană.
După neutralizarea cianurii, sterilul de procesare va fi depozitat într-un iaz de decantare, în spatele unui baraj construit din piatră, proiectat să reziste la un cutremur de 8 grade pe scara Richter și să rețină două precipitații maxim probabile. Probabilitatea ca două precipitații maxim probabile să apară într-un interval de 24 de ore este de 1 la 100 milioane de ani.

#### Categorii de personal necesar și grad de calificare
Din analiza procesului tehnologic prezentat mai sus rezultă un grad ridicat de mecanizare al procesului tehnologic, personal redus și majoritatea fără a necesita pregătire de specialitate în domeniul minier, astfel:
- Pentru operația de "pușcare" este necesar personal calificat, dar în număr redus; De altfel această activitate, ce presupune un risc ridicat, se poate externaliza.
- Transport și depozitare în halde de steril, operație mecanizată prin benzi transportoare, necesită personal puțin și muncă necalificată, mai degrabă de supraveghere a instalațiilor (motoare, reductoare, benzi transportoare etc.). Doar activitatea de service necesită personal calificat (electrician, lacatus);
- Procesare în tancuri petroliere cu soluție de cianura de sodiu, operație mecanizata în totalitate, fiind necesar, în număr mic, doar personal de supraveghere. Doar prepararea soluției și introducerea acesteia în tancuri necesită personal calificat.
- Recuperarea carbunelui din tancuri și electroliza acestuia, este tot o operație mecanizată supravegheata de personal calificat.
- Topirea aliajului de aur și argint din carbune este o operație mecanizată, dar care necesită muncă calificată.

Din analiza fluxului tehnologic rezultă că ponderea activitatilor sunt cele mecanizate, care nu necesita fortă de muncă ci doar personal de specialitate pentru activitatea de service (activitate care poate fi externalizată, unei firme agreată de acționarul majoritar, posibil firmă străina...).
În legatură cu celelalte operații rezultă că munca calificată, bine platită este restrânsă doar parțial la operațiile de procesare prin cianurare în tancuri, respectiv electroliză cu acid clorhidric și operația de topire în lingouri.
Numarul personalului este dependent de capacitatea de prelucrare a tancurilor cu cianură care stabilește ritmul de lucru al exploatării și implicit volumul producției.
Analiza procesului de extracție rezultă că prin exploatarea la suprafață este posibilă mecanizarea tuturor operațiilor, având pondere mare cheltuielile materiale în detrimentul cheltuielilor salariale care sunt mici, adică un raport invers fată de exploatarea clasică prin galerii. Din analiza fluxului tehnologic rezultă că toate operațiile calificate (pușcarea, procesarea cu cianură, electroliza și topirea aliajului obținut) pot fi externalizate unor firme agreate de actionarul majoritar, cu costuri imprevizibile...
Se presupune că, pe lângă aceste potențiale beneficii financiare directe, statul român mai beneficiază de avantaje sociale prin propagarea directă și indirectă a efectelor economice ale proiectului. Astfel, estimările proiectului minier prevăd peste 2.300 de locuri de muncă directe pe perioada etapei de construcție a minei, peste 800 de locuri de muncă directe în timpul exploatării și 3000 de locuri de muncă în total (directe și indirecte) pe perioada operării.
Logistica necesară realizării proiectului, respectiv drumuri, infrastructură, case, școli, servicii de utilitate publică, va fi construită de investitor și va rămâne comunității, fara a se preciza modul concret privind decontarea acestor lucrări și transferul legal de proprietate către Primaria comunei.
De asemenea, RMGC asigură că va ecologiza zona, atât pe parcursul proiectului, cât și la finalul exploatării prin depunerea garanției financiare necesare, constituită special în acest scop încă de la începutul proiectului, fără a se preciza cuantumul acesteia. Costurile de închidere și ecologizare a proiectului Roșia Montană sunt estimate la această dată la 135 milioane USD, conform experților independenți.